# Lača
Lača (rusky Лача nebo Лаче) je jezero v Archangelské oblasti v severozápadním Rusku. Má rozlohu 356 km², délku 33 km a šířku od 8 do 13 km. Je mělké, hluboké je průměrně 3 až 4 m, maximální hloubku má 5,4 m.

## Dno, pobřeží
Má jílové a rašelinové dno a bažinaté pobřeží. Nejsou na něm žádné ostrovy. Pobřeží není moc členité, voda je kalná. Půdu tvoří písek, oblázky a nevelké kamínky.

## Vodní režim
Hlavním přítokem jezera je řeka Sviď, dlouhá 61 km, která přitéká z jezera Vože. Do jezera Lača se vlévá dvěma rameny. Dalšími přítoky jsou řeky Kovža a Lekšma. Ze severního konce jezera odtéká řeka Oněga. Při odtoku má šířku 200-250 m a hloubku 3-6 m. Zamrzá od listopadu do května.

## Využití
Na jezeře se dobře rybaří. Jezero je splavné pro vodáky. Nejsušší a nejvhodnější místo pro zastávku je východní břeh. Krátce pod jezerem leží starobylé město Kargopol.